# 1879 w polityce

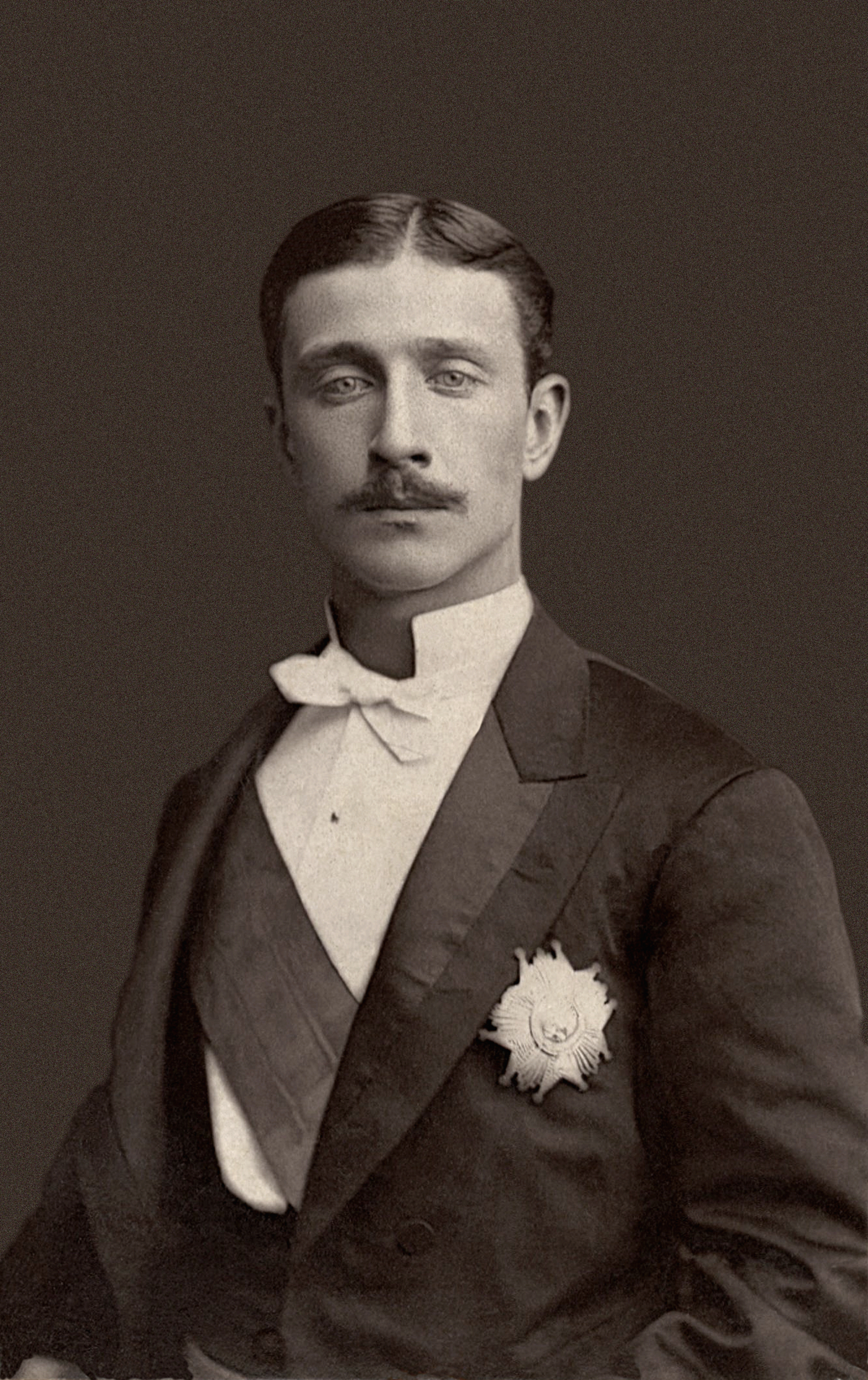
Napoleon Eugeniusz Bonaparte

Wydarzenia polityczne w 1879 roku.

## Zmarli
- 27 marca Dezydery Chłapowski, polski generał[1].
- 1 czerwca Napoleon Eugeniusz Bonaparte, syn Napoleona III, znany jako Napoleon IV[2].